# Einar Gerhardsen
Pour les articles homonymes, voir Gerhardsen.
Einar Henry Gerhardsen, né le 10 mai 1897 sous le nom d'Einar Henry Olsen, mort le 19 septembre 1987) est un homme d'État norvégien du parti travailliste (Arbeiderpartiet). Il a été Premier ministre de Norvège de 1945 à 1951, de 1955 à 1963 et de 1963 à 1965.  
Ayant passé 17 ans à la tête du gouvernement, il est le premier ministre de Norvège qui est resté le plus longtemps en poste depuis l'introduction du régime parlementaire. Il est considéré comme l'un des pères de l'État Providence norvégien.  
De nombreux norvégiens le désignent souvent comme « Landsfaderen » (Père de la Nation) ; il est généralement considéré comme l'un des principaux artisans de la reconstruction de la Norvège d'après-guerre. Gerhardsen est également le deuxième président du Conseil nordique, en 1954. 

## Biographie

### Enfance
Einar Gerhardsen est né dans la commune d'Asker, dans le comté d'Akershus. Ses parents sont Gerhard Olsen (1867-1949) et Emma Hansen (1872-1949). Son père était rodemester au sein de la Statens vegvesen et a dirigé un comité du syndicat fanekomiteen for Veivesenets arbeiderforening et pendant l'enfance de Gerhardsen, le dirigeant du syndicat, Carl Jørgensen a régulièrement visité leur domicile pour parfois chanter L'Internationale et « Seieren følger våre faner » (en français, la victoire suit nos étendards).
En 1932, Einar Gerhardsen épouse Werna Julie Koren Christie (en) (1912-1970), fille de l'agent Johan Werner Koren Christie et de Klara Rønning. Ils ont ensemble deux fils, Truls et Rune (en) et une fille, Torgunn. Son frère est Rolf Gerhardsen (en) avec qui Einar a également eu une relation de travail, tout au long de leur vie. À partir de ses 17 ans, Gerhardsen se rend régulièrement aux réunions du mouvement de jeunesse du parti travailliste. En 1918, pendant la guerre civile finlandaise, Gerhardsen a cessé d'être membre de l'Église de Norvège, après que celle-ci s'est positionnée en soutien des « Blancs (en) » contre les « Rouges ».

### Activités politiques et emprisonnement
D'abord travailleur de la route, Gerhardsen devient politiquement actif au sein du mouvement socialiste travailliste au cours des années 1920. Il est condamné à plusieurs reprises pour avoir pris part à des activités subversives, jusqu'à ce que, comme les autres militants travaillistes, il évolue dans son positionnement, depuis le communisme jusqu'au socialisme démocratique. En 1924, participe à la grève militaire de la ligue de jeunesse communiste de gauche (en). Il est accusé d'avoir secondé ce crime et a été condamné à 75 jours de prison.
Au milieu des années 1930, le parti travailliste est une force majeure au sein de la scène politique nationale, devenant parti de gouvernement sous le cabinet du premier ministre Johan Nygaardsvold, de 1935 jusqu'à l'invasion allemande en 1940. Gerhardsen est élu au conseil municipal d'Oslo en 1932 et devient en 1938 adjoint au maire. Il est vice-président du parti travailliste à partir de 1939.
Après la prise allemande de la Norvège en 1940, Gerhardsen devient président par intérim du parti travailliste, le président d'alors, Oscar Torp, s'étant exilé. Gerhardsen devient maire d'Oslo le 15 août 1940 mais est poussé à la démission par les allemands, le 26 du même mois. En septembre, le gouvernement d'occupation interdit tout parti politique parlementaire, parti travailliste inclus.
Durant la seconde guerre mondiale, Gerhardsen prend part à la résistance organisée face à l'occupation de la Norvège par le Troisième Reich et est arrêté le 11 septembre 1941. Gerhardsen fait l'objet de suspicions depuis longtemps, ayant été emprisonné et interrogé 31 fois à partir de l'été 1940. Il est initialement envoyé au camp de concentration de Grini en Norvège. En février 1942, il est accusé de mener les opérations de la résistance depuis sa prison et est retiré du camp pour interrogatoire. Dans un premier temps, il est interrogé au quartier général norvégien de la police nazie, le Møllergata 19 (en). Il est ensuite transféré dans les bureaux de la Gestapo à Victoria Terrasse (en). Là, il est torturé pour qu'on lui extorque des informations mais n'a jamais cédé. En avril 1942, il est envoyé en Allemagne, au camp de concentration de Sachsenhausen. En septembre 1944, il est transféré et revient à Grini où il passe la fin de la guerre.
Après la guerre, Gerhardsen compose le gouvernement par intérim qui siège à partir de la fin de l'occupation en mai 1945 jusqu'aux élections tenues en octobre suivant. Celles-ci donnent aux travaillistes une majorité absolue au parlement, le Storting, qu'ils conserveront jusqu'en 1961. Gerhardsen est président du Storting du 10 janvier 1954 au 22 janvier 1955.

### Politiques intérieure et extérieure à partir de 1945
Pendant et après ses mandats au gouvernement, Gerhardsen est grandement respecté par le peuple, même ceux ne partageant ses opinions social-démocrates. Les cabinets qu'il dirige façonnent une politique économique éclectique dans laquelle régulation gouvernementale du commerce, industrie et secteur bancaire sont mêlés à l'économie de marché. Pauvreté extrême et chômage sont considérablement réduits par ses mesures gouvernementales d'industrialisation et de redistribution des richesses par l'imposition progressive combinée à la création d'un système global de sécurité sociale.
La loi sur la Banque nationale norvégienne du logement de mars 1946 introduit des prêts relativement bon marché pour les sociétés coopératives de logement et les constructeurs individuels privés. La loi d'octobre 1946 sur les allocations familiales instaure des allocations pour le deuxième enfant et les suivants âgés de moins de 16 ans, et offre également des allocations pour les familles monoparentales dès le premier enfant. Par une loi de juillet 1947, la couverture de l'assurance chômage est étendue aux travailleurs agricoles et à plusieurs autres catégories professionnelles. Également en 1947, un fonds de prêt étudiant est créé. Toujours la même année, des allocations logement sont introduites pour les familles d'au moins deux enfants de moins de 16 ans, « qui vivent dans des habitations financés par la banque du logement et dans des municipalités payant un tiers de l'allocation ». La loi sur l'éducation pour tous de juillet 1954 établit un cycle complet d'éducation de 9 ans à titre d'essai, tandis que la loi sur l'assurance maladie de mars 1956 impose une assurance à tous ceux résidant en Norvège. Une loi de janvier 1960 établit un plan de pension d'invalidité et une loi de juin 1961 étend la couverture en cas d'accident au personnel militaire et aux conscrits. En 1957, les pensions universelles de base sont instituées. La même année, un projet de pension pour orphelins est introduit et en 1958, l'assurance universitaire contre les accidents du travail est mise en place. À nouveau en 1957, les allocations logement sont rendues disponibles pour les familles monoparentales avec enfants et encore la même année, l'examen des revenus et des biens est mis en place tandis que la loi sur les allocations logement est rendue obligatoire pour toutes les municipalités. En 1964, une prestation nationale de veuvage est instituée.
Concernant sa politique extérieure, Gerhardsen la position norvégienne avec les puissances occidentales à partir de la fin des années 1940 après quelques hésitations initiales au sein du parti au pouvoir. La Norvège est l'un des membres fondateurs de l'OTAN. Des documents datés de 1958 révèlent que le gouvernement de Gerhardsen savait qu'Israël était sur le point d'utiliser de l'eau lourde fournie par Noratom pour la production de plutonium, rendant ainsi possible pour Israël la production d'armes nucléaires.
En novembre 1962, un accident au cours duquel 21 mineurs trouvent la mort se produit dans la mine de charbon de Kings-Bay sur Spitzberg dans l'archipel du Svalbard. Par la suite, le gouvernement de Gerhardsen est accusé de ne pas se conformer aux lois promulguées par le parlement. À l'été 1963, un vote de défiance passe avec le soutien du parti socialiste de gauche et un gouvernement minoritaire soutenu par une coalition de centre-droit est formé, sous la direction de John Lyng. Bien que ce gouvernement ne dure que trois semaines, jusqu'à ce que le parti socialiste se réaligne aux côtés des travaillistes, il réussit à poser les bases d'une victoire de l'opposition sous la direction de Per Borten aux élections de 1965. Gerhardsen se retire de la politique nationale en 1969 mais continue par la suite d'influencer l'opinion publique par ses écrits et ses discours.
L'héritage politique de Gerhardsen continue à être d'une force importante au sein du monde politique norvégien, particulièrement au sein de son parti, bien que certaines des mesures sociales de son gouvernement ont été révisées. (voir Économie de la Norvège)

### Accusation d'intelligence avec les soviétiques
D'après Vassili Mitrokhine, Gerhardsen est devenu un agent de renseignement pour les soviétiques à l'occasion de sa visite en URSS,. 

## Source
- (en) Cet article est partiellement ou en totalité issu de l’article de Wikipédia en anglais intitulé « Einar Gerhardsen » (voir la liste des auteurs).